# Pansenklopper
Pansenklopper ist eine heute nicht mehr gebräuchliche Bezeichnung für Hafenarbeiter, die zeitweise auch gesundheitsgefährdende Arbeiten durchführten. Diese Tätigkeit ist heute ausgestorben.
Unter Pansen wurde in der Seefahrt nicht der Magen eines Wiederkäuers verstanden, sondern ungegerbte, rohe Felle und Häute von Tieren. Als Konservierungsmittel während der Seefahrt wurde Salz zum Pökeln genutzt, das die Fäulnis aufhielt. Für den Landtransport mussten die Häute von überschüssigem Salz befreit werden, diese Arbeit wurde von den Pansenkloppern erledigt: Durch das Aufschlagen der Häute auf Roste wurde das Salz mechanisch entfernt. Diese Arbeit war unbeliebt, da solche Hafenarbeiter durch ihren intensiven Geruch leicht zu erkennen waren. Als Gegenleistung erhielten sie eine Schmutzzulage von 15 % auf ihren Tariflohn – in Hamburg Schietgeld genannt.
Das Entladen von Ruß in Papiersäcken ohne Bereitstellung von Schutzkleidung hatte einen Zuschlag von 40 %, war also wohl noch unangenehmer.